# Anton Kofler
Anton Kofler (6. března 1855 Vídeň – 22. září 1943 Kartitsch) byl rakouský politik, na počátku 20. století poslanec Říšské rady.

## Biografie
Byl synem soudního úředníka. Vychodil národní školu a absolvoval gymnázium v Brixenu. Vystudoval práva na Innsbrucké univerzitě. Roku 1879 získal titul doktora práv. V letech 1878–1887 pracoval u finanční správy, pak až do roku 1911 působil jako tajemník obchodní a živnostenské komory v Innsbrucku. Angažoval se v politice jako člen Německé pokrokové strany. V letech 1888–1901 za ni zasedal v obecní radě v Innsbrucku. V období let 1902–1919 byl poslancem Tyrolského zemského sněmu. Podporoval hospodářský rozvoj Tyrolska. Podílel se na založení Tyrolského živnostenského spolku, Zemského svazu pro cestovní ruch a dalších hospodářských a vzdělávacích institucí. Sbíral rovněž umělecké památky, které pak daly základ Muzeu lidového umění otevřenému ve 20. letech 20. století.
Na počátku 20. století se zapojil i do celostátní politiky. Ve volbách do Říšské rady roku 1911 získal mandát v Říšské radě (celostátní zákonodárný sbor) za obvod Tyrolsko 3. Usedl do poslanecké frakce Německý národní svaz, do které se sloučily německé konzervativně-liberální a nacionální politické proudy, včetně Německé pokrokové strany. Ve vídeňském parlamentu setrval až do zániku monarchie. K roku 1911 se profesně uvádí jako vládní rada a tajemník obchodní komory.
V letech 1918–1919 zasedal jako poslanec Provizorního národního shromáždění Německého Rakouska (Provisorische Nationalversammlung), nyní za Německou nacionální stranu (DnP).
Po světové válce převzal Grandhotel v Kitzbühelu a ještě ve věku 77 let se stal předsedou Tyrolského svazu hoteliérů.